# Wout van Doleweerd
Wout van Doleweerd (?, 10 augustus 1953 - Nieuwegein, 8 april 2006) was een Nederlandse artiestenmanager. Tot zijn 'stal' behoorden onder andere artiesten als Wolter Kroes, Marianne Weber en De Havenzangers.
Wout van Doleweerd groeide op in een gezin van 13 kinderen. Zijn vader had een tweedehandsautohandel aan de Hopakker te Utrecht. Wout is altijd een liefhebber van het Nederlandse lied geweest.
Hij begon als schoenmaker bij Ger Schoen aan de Steenweg. Daar ontstond het idee van de Stichtse Bedjes, een feestavond met live Nederlandstalige muziek ten bate van kinderen in ziekenhuizen. In totaal werden 12 van deze feestavonden georganiseerd.
In 1990 kocht hij voor 30.000 gulden een aandeel in een theaterbureau in Nijmegen. Het was een slechte investering, het bedrijf was een dekmantel voor witwaspraktijken en werd opgerold. 
Van Doleweerd richtte in 1991 het bedrijf Dutch Artists Management op. Marianne Weber was de eerste die hij uit de boedel van het bedrijf in Nijmegen overnam. De Havenzangers en Corry Konings waren andere artiesten uit de beginperiode van het bureau. Later zou dit bedrijf worden geleid door zijn zoon Patrick.
Van Doleweerd overleed aan de gevolgen van de ziekte van Kahler na een lang ziekbed in het ziekenhuis van Nieuwegein.